# Madonna z Krużlowej
Madonna z Krużlowej – polichromowana rzeźba gotycka anonimowego autora z kościoła Narodzenia NMP w Krużlowej Wyżnej.
Gotycka rzeźba przedstawiająca Matkę Boską z Dzieciątkiem powstała około 1410 roku. Nazwa dzieła wywodzi się od miejscowości Krużlowa Wyżna w Małopolsce, gdzie figura znajdowała się do roku 1899. Wówczas została nabyta przez Muzeum Narodowe w Krakowie, w którym znajduje się do dziś.  
Autor dzieła jest nieznany. Nie wiadomo nic na temat jej proweniencji i dokładnego czasu powstania (powszechnie przyjmuje się początek XV wieku). Być może stanowiła główną dekorację retabulum w jednym z krakowskich kościołów. 

## Opis
Figura Madonny z Dzieciątkiem jest wykonana z drewna lipowego, jej wysokość wynosi 119 cm. Rzeźba nie ma pełnoplastycznego charakteru, przeznaczona jest do oglądania od strony przedniej i z boków, natomiast drewno z tyłu jest głęboko wydrążone. Proporcja  wysokości do głębi (18 cm) wynosi 1:7. Krużlowieckie dzieło ukazuje Marię trzymającą na lewej ręce Dzieciątko Jezus, które jest nagie i trzyma jabłko. Uwagę zwraca umieszczenie na podobnej wysokości twarzy Marii i Dzieciątka, jak i pewne podobieństwa między nimi, takie jak wysokie czoła, pełne policzki, delikatny rys brwi, sposób osadzenia oczu, usta i uśmiech.
Maria, która ustawiona jest w silnym kontrapoście, ubrana jest w bogato udrapowane szaty (suknia, płaszcz i chusta u nasady szyi) niezniekształcające sylwetki postaci. Układ draperii przybiera charakterystyczne formy, szczególnie w płaszczu. Ma on głęboki dekolt, odsłaniający suknię, którego formę powtarza układ draperii w dolnej części sukni. Dekoracyjny, kaskadowy układ cechuje także draperie rękawów płaszcza, które tworzą swego rodzaju festony fałd. Stopień ostrości i głębokości cięcia fałd wyraźnie wzrasta, gdy patrzy się na dzieło z góry. Takie kulisowe zakomponowanie draperii wywołuje iluzję głębi i trójwymiarowości, podczas gdy ze względu na brak opracowania tylnej strony głębia dzieła jest mocno ograniczona.

## Analiza
Madonna ukazana jest tutaj jako Matka Zbawiciela i Druga Ewa, co wiąże się ze sporami teologów dotyczącymi udziału Maryi w zbawieniu ludzkości. Częstokroć w literaturze Madonna z Krużlowej jest kojarzona z występującym około 1400 roku typem ikonograficznym Matki Boskiej z Dzieciątkiem określanym mianem Pięknej Madonny, charakterystycznym dla stylu pięknego, głównie ze względu na wysokie walory artystyczne, liryzm, dworską elegancję, daleko idącą idealizację postaci. Dzieło to jednak posiada kilka cech odróżniających od figur w typie Pięknej Madonny; nie jest wykonane z kamienia i opracowane pełnoplastycznie, ponadto nie jest autonomiczną rzeźbą o charakterze kultowym, lecz tworzyła niegdyś element większego założenia, najprawdopodobniej retabulum ołtarzowego.

## Historia
Pierwsze udokumentowane wzmianki o Madonnie pochodzą z 1607 i 1766 roku. Znajdują się w aktach powizytacyjnych dekanatu bobowskiego, do którego należała parafia Krużlowa. Być może rzeźba trafiła do kościoła krużlowskiego za sprawą Jana Pieniążka, właściciela wsi na początku XVII wieku.
Następny dowód bytności rzeźby w Krużlowej pochodzi dopiero z 1889 roku dzięki wycieczce naukowej Władysława Łuszczkiewicza, w której uczestniczył Stanisław Wyspiański. Dwudziestoletni wtedy artysta narysował Madonnę w Krużlowej w bocznej kaplicy. Wcześniej stała w głównym ołtarzu. Z kaplicy przeniesiono rzeźbę do kruchty, a potem na strych. Powodem były korniki, które zaatakowały rzeźbę; „puchła” ona też od ciągłych malowań farbą olejną. Co jakiś czas zeskrobywano starą, łuszczącą się i malowano na nowo. Wyspiański odkrył rzeźbę dla ludzi sztuki w 1889 roku, a 10 lat później, podczas prac remontowych w kościele krużlowskim, została przejęta przez Muzeum Narodowe w Krakowie. Najpierw, po przywiezieniu jej z Krużlowej, stała w Sukiennicach, od 1924 roku w Wieży Ratuszowej.
W 1940 roku została zarekwirowana przez Niemców. Niejasna jest sprawa odnalezienia rzeźby Madonny po wojnie. Dokument muzealny podaje dwie wersje: że została znaleziona w 1945 roku w składnicy na Wawelu i że rewindykowano ją z rezydencji wyższego dostojnika hitlerowskiego spod Monachium, co odnotowano na podstawie ustnej relacji prof. Karola Estreichera. Nie wiadomo jednak, która wersja jest prawdziwa. Za tą drugą przemawiałaby osoba profesora, który zajmował się rewindykacją dzieł zagrabionych przez Niemców (dzięki niemu powrócił między innymi Ołtarz Wita Stwosza). Profesor mógł być naocznym świadkiem, jeśli nie sprawcą powrotu Madonny z Niemiec. Za pierwszą wersją natomiast przemawia fakt, że Madonna w czasie wojny stała na Wawelu w gabinecie gubernatora G. G. Hansa Franka. Stąd łatwa już droga do jakiejś składnicy. W latach 1942–1943 Niemiec o nazwisku Kneisel dokonał gruntownej restauracji rzeźby. Zrobił to w sposób niezwykle fachowy jak na tamte czasy. Zabezpieczył rzeźbę przed kornikami, położył nową polichromię na całej postaci z wyjątkiem twarzy i rąk.
Od 1947 do 1994 roku eksponowana była w Kamienicy Szołayskich. W latach 1995–2007 Madonna znajdowała się na Wawelu wśród innych zabytków średniowiecznych, zgromadzonych na wystawie „Sztuka cenniejsza niż złoto”. Obecnie  eksponowana jest w Galerii Sztuki Dawnej Polski XII–XVIII wiek w Pałacu Ciołka, który został udostępniony zwiedzającym 19 października 2007.

### Udział w wybranych wystawach
W 1958 była Madonna w Gandawie (Belgia) na EXPO, gdzie zdobyła złoty medal na wystawie „Złoty wiek miast średniowiecznej Europy”.
W 1961 roku wyjechała do Bordeaux (Francja).
W 1986 roku była eksponowana na wystawie „Polska Jagiellonów” w Schallaburgu (Austria). Rok później od lutego do marca była wystawiona w Zamku Królewskim w Warszawie.

## Datowanie i autorstwo
Nie można precyzyjnie odpowiedzieć na pytanie, kiedy powstała rzeźba. Mówi się o początku XV wieku, podaje się 1420 rok, lata 1420–1430, lecz najczęściej rok 1410. Nie można też ustalić, gdzie powstała. Są różne hipotezy na ten temat: że musiała pochodzić z Krakowa, że nie można jej uważać za okaz twórczości rodzinnej, ale też trudno daje się powiązać z określonym środowiskiem obcym, że być może jest wytworem grupy sądecko-spiskiej, że na rzeźbę miały wpływ środowisko czeskie lub „ingenium loci”. Nie znamy też imienia rzeźbiarza, twórcy rzeźby. Musiał być jednym z wielu snycerzy tak zwanego „stylu pięknego”.

## Pochodzenie
Nieznane jest także miejsce pierwotnego przeznaczenia rzeźby. Nie mógł nim być, pomimo nazwy, kościół w Krużlowej, gdyż Madonna jest starsza od niego o około 115 lat. Obecnego kościoła nie było, ale musiał być inny, wcześniejszy, ponieważ od XIV wieku istniała parafia, co potwierdza wzmianka historyczna z 1335 roku, w którym parafia Krużlowa zapłaciła podatek na rzecz Stolicy Apostolskiej. W 1370 roku dziedzicami wsi Cruzlova seu Nova Szmyldno byli Jesco i Niczco, którzy mogli być fundatorami rzeźby. Nie wiadomo, jak długo żyli i w którym roku Krużlowa stała się siedzibą możnej na Sądecczyźnie rodziny Pieniążków herbu Odrowąż. Wiadomo, że w 1437 roku mieszkał tu Prokop Pieniążek, więc być może za jego sprawą Madonna trafiła do wsi. Są jednak głosy wykluczające Krużlowę jako miejsce przeznaczenia rzeźby. Uważa się, że dzieło tej miary musiało powstać dla jakiejś znaczniejszej świątyni krakowskiej, a do Krużlowej trafiło w XVII wieku – w okresie rugów zabytków średniowiecznych z kościołów Krakowa.

## Galeria

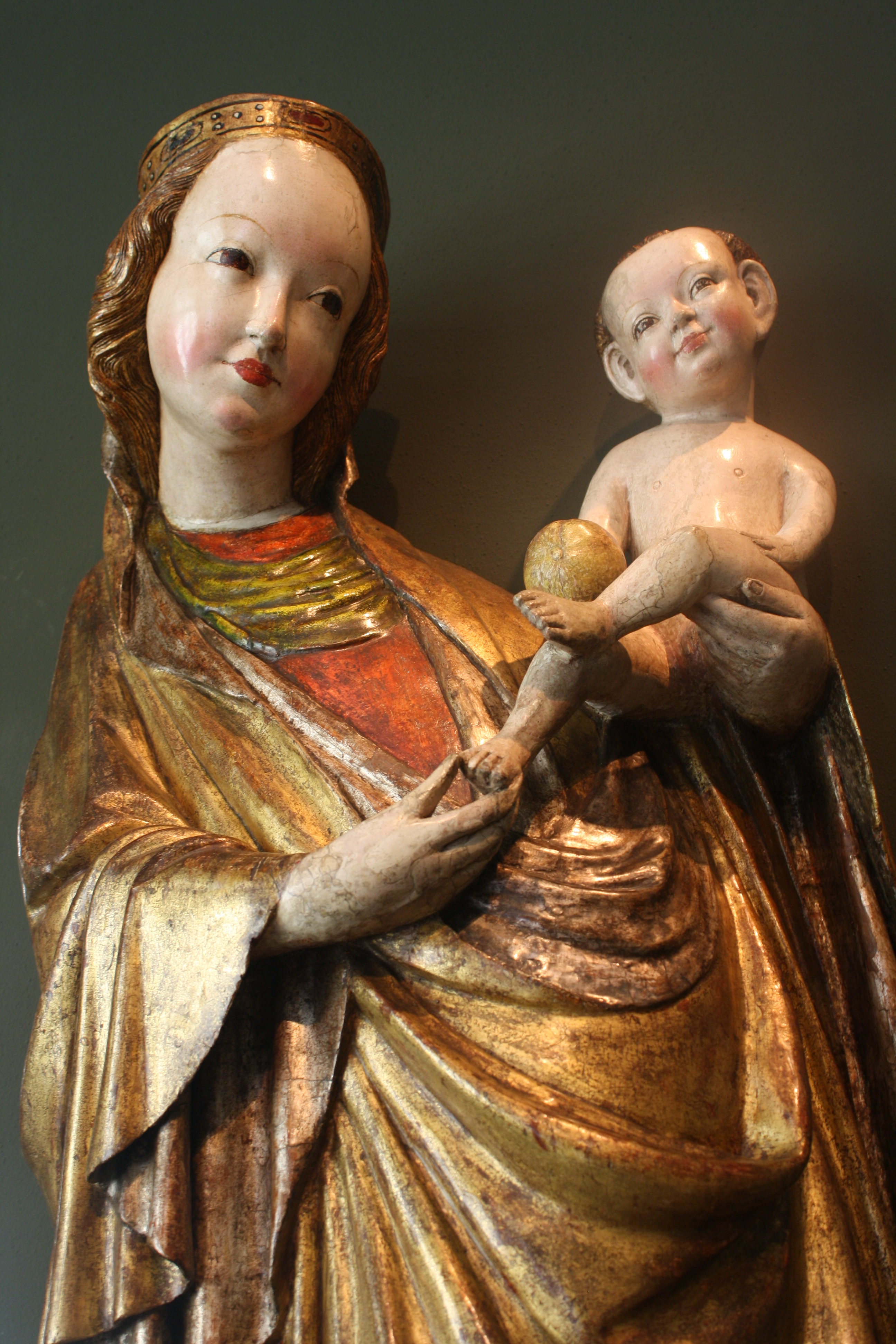
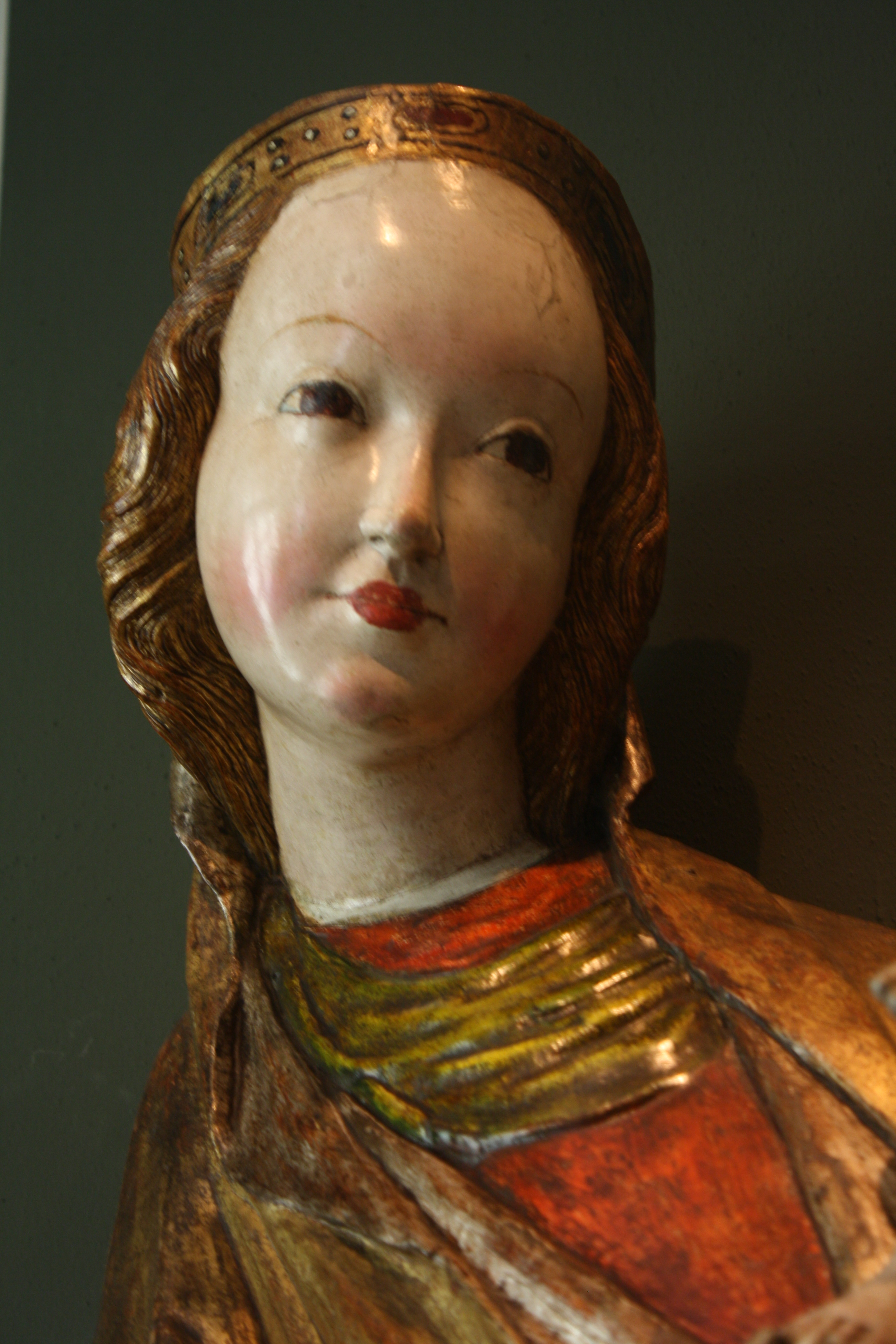
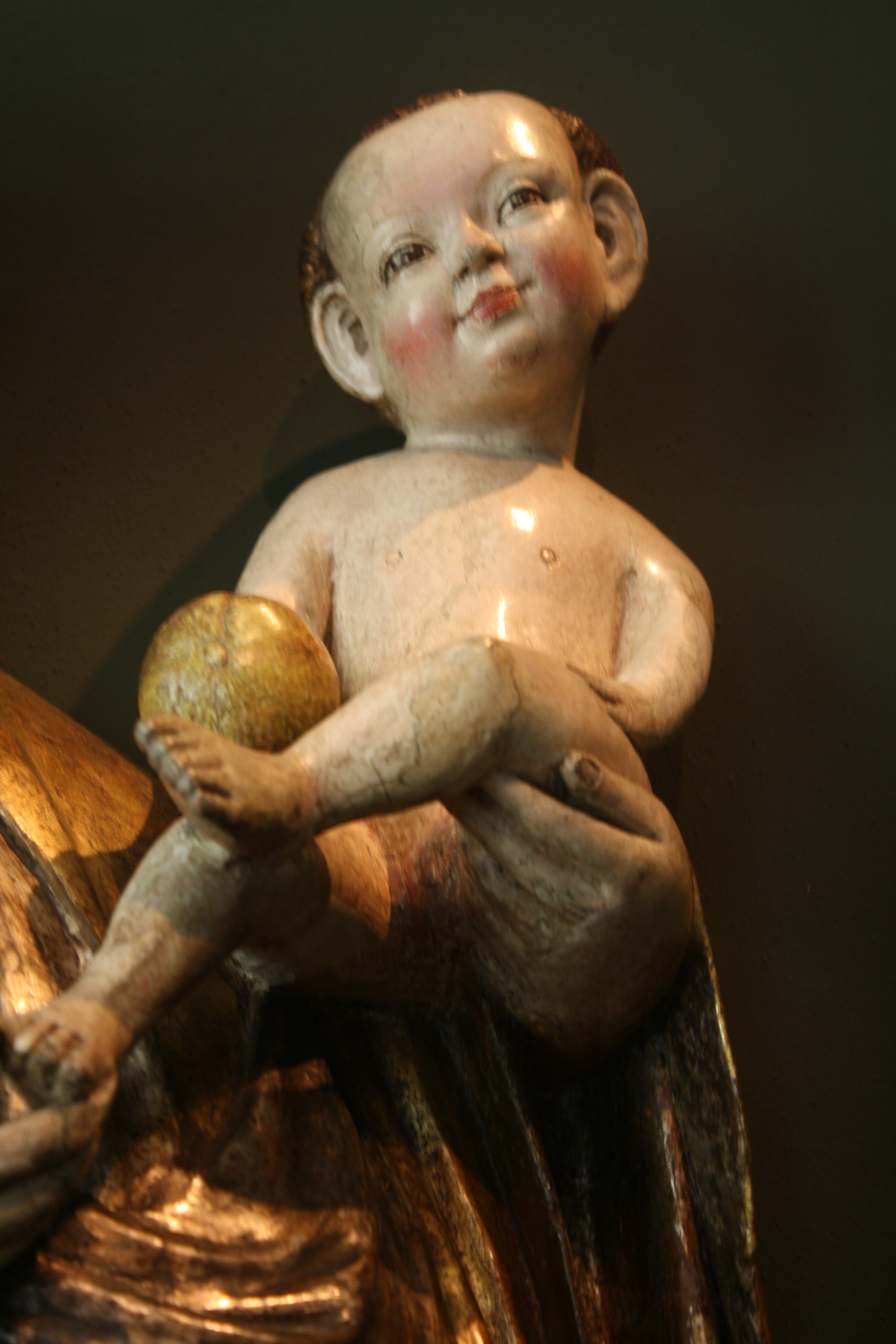
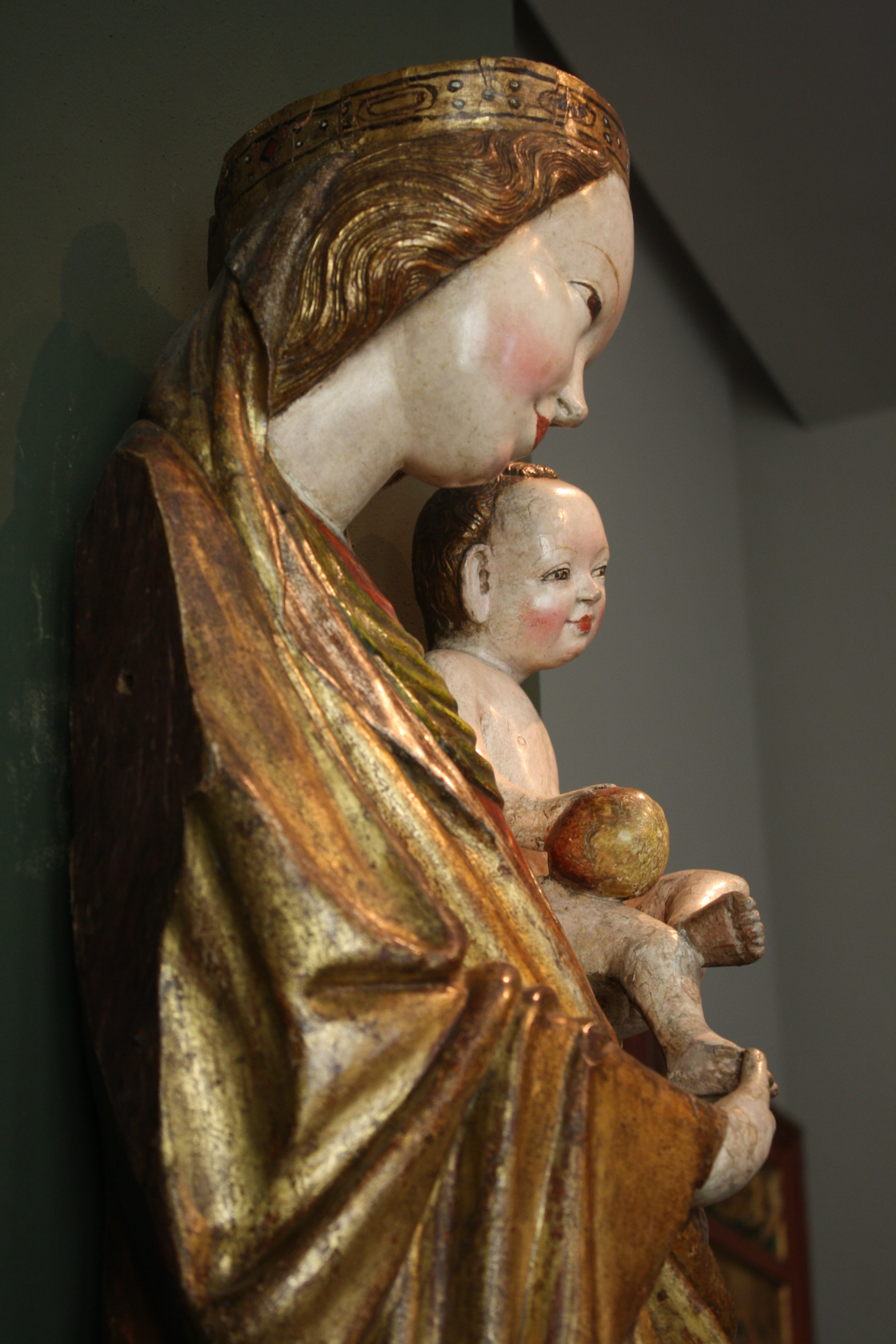